# Unbreakable Kimmy Schmidt
Unbreakable Kimmy Schmidt est une série télévisée américaine créée par Tina Fey et Robert Carlock, diffusée entre le 6 mars 2015 et le 25 janvier 2019 sur Netflix, incluant les pays francophones.
Elle a reçu d'excellentes critiques en raison de son caractère à la fois feel-good et intelligent, couplé à une histoire bien rythmée, de nombreuses références culturelles, des acteurs attachants et hauts en couleur ainsi qu'une réalisation de bonne facture.
La série se clôt en 2020 avec un téléfilm interactif : Kimmy contre le révérend.

## Synopsis
Kimmy Schmidt, une jeune femme de 29 ans originaire de l'Indiana, part vivre à New York après avoir passé quinze ans sous terre dans un bunker, en compagnie de trois autres femmes. Elles étaient prisonnières d'un gourou qui leur faisait croire que l'Apocalypse avait eu lieu.
Dans sa nouvelle vie, elle fait la connaissance d'autres personnages hauts en couleur : Titus, un gay noir flamboyant cherchant à vivre de la chanson et du spectacle pour lesquels il fait montre d'un vrai talent ; Lilian, la vieille logeuse en guerre contre la gentrification de son quartier ; et Jacqueline, femme mondaine en pleine crise de la quarantaine, alors que son mariage s'effondre et qu'elle cherche à honorer ses origines amérindiennes.
Ces quatre personnages en quête d'émancipation et aux caractères bien trempés vont se lier d'amitié et avancer dans leurs objectifs respectifs, celui de Kimmy étant de se reconstruire et de vaincre son traumatisme afin de tourner la page de ses années de captivité.

## Distribution

### Acteurs réguliers
- Ellie Kemper (VF : Laëtitia Godès) : Kimberly « Kimmy » Schmidt
- Tituss Burgess (VF : Diouc Koma) : Titus Andromedon / Ronald Wilkerson
- Carol Kane (VF : Véronique Augereau) : Lillian Kaushtupper
- Jane Krakowski (VF : Véronique Alycia) : Jacqueline Voorhees / Jackie Lynn White

### Acteurs récurrents
- Dylan Gelula (VF : Jessica Monceau) : Xanthippe « Xan » Lannister Voorhees
- Sara Chase (VF : Magali Rosenzweig) : Cyndee Pokorny
- Lauren Adams (VF : Hélène Bizot) : Gretchen Chalker
- Sol Miranda (VF : Brigitte Virtudes) : Donna Maria Nuñez
- Tanner Flood (VF : Catherine Desplaces) puis (VF : Enzo Ratsito) puis (VF : Oscar Douieb) : Buckley Voorhees
- Jon Hamm (VF : Serge Biavan) : révérend Richard Wayne Gary Wayne
- Sheri Foster (en) (VF : Géraldine Asselin) : Fern White
- Gil Birmingham (VF : Sylvain Lemarié) : Virgil White
- Ki Hong Lee (VF : Anatole Yun) : Dong Nguyen (Ku Nguyen en VF)
- Mike Carlsen (VF : François Delaive) : Mikey Politano
- Amy Sedaris (VF : Laurence Crouzet) : Mimi Kanasis (depuis saison 2, invitée saison 1)
- Anna Camp (VF : Sybille Tureau) : Deirdre Robespierre (depuis saison 2)
- Chris Northrop (en) (VF : Fabien Jacquelin) : Charlie (depuis saison 2)
- David Cross (VF : Jean-François Kopf) (saisons 2-3) / Billy Magnussen (VF : Laurent Maurel) (saison 3) : Russ Snyder (depuis saison 2)
- Tina Fey (VF : Stéphanie Lafforgue) : Marcia Clark (saison 1) / Dr Andrea Bayden (saison 2, invitée saison 3)
- Fred Armisen (VF : Pascal Germain) : Robert Durst (saison 2, invité saison 3)
- Daveed Diggs (VF : Mohad Sanou) : Perry (depuis saison 3)
- Peter Riegert (VF : Gérard Surugue) : Artie Goodman (depuis saison 3)
- Josh Charles (VF : Cyrille Monge) : Duke Snyder (depuis saison 3)

### Invités spéciaux
- John McMartin : Grant (saison 1, épisode 3)
- Martin Short (VF : David Kruger) : Dr Franff (saison 1, épisode 4)
- Pat Battle (en) : elle-même (saison 1, épisode 4)
- Richard Kind (VF : Michel Dodane) : Mr. Lefkovitz (saison 1, épisode 6)
- Mark Harelik : Julian Voorhees (saison 1, épisode 7)
- Tim Blake Nelson (VF : Martial Le Minoux) : Randy (saison 1, épisode 9)
- Kiernan Shipka : Kymmi (saison 1, épisode 9)
- Dean Norris (VF : Patrick Floersheim) : Le Loup (saison 1, épisode 10)
- Kenan Thompson (VF : Raphaël Cohen) : Roland Peacock (saison 2, épisode 6 et saison 3, épisode 12)
- Zosia Mamet (VF : Agnès Cirasse) : Sue Thompstein (saison 2, épisode 6)
- Evan Jonigkeit : Bob Thompstein (saison 2, épisode 6)
- Samuel Page : Keith Habersohl (saison 2, épisode 7)
- Joshua Jackson (VF : Alexandre Gillet) : Purvis (saison 2, épisode 8)
- Billy Eichner : lui-même (saison 2, épisode 9)
- Jeff Goldblum (VF : Bernard Lanneau) : Dr Dave (saison 2, épisode 11)
- Ice-T (VF : Jean-Paul Pitolin) : lui-même (saison 2, épisode 12)
- Judy Gold : Judy (saison 2, épisode 12)
- Lisa Kudrow (VF : Déborah Perret) : Lori-Ann Schmidt (saison 2 épisode 13, saison 4 épisode 12)
- Laura Dern (VF : Rafaèle Moutier) : Wendy Hebert (saison 3, épisode 3)
- Adrienne C. Moore : Cindy « Black Cindy » Hayes (personnage de Orange Is the New Black, saison 3, épisode 5)
- Scott Adsit : Dale Bortz (saison 3, épisode 7)
- Maya Rudolph (VF : Brigitte Virtudes) : Dionne Warwick (saison 3, épisode 8)
- John Lutz : Ricky Earl (saison 3, épisode 8)
- Andy Cohen : lui-même (saison 3, épisode 12)
- Aidy Bryant : Tabby Bobatti
- Marsai Martin : Aisha
- Juwan Crawley (VF : Jean-Cyprien Chenberg) : Hudson
- Josh Cooke : Ethan Goodman
- Tariq Trotter : Damar Varnish
- Jason Jones : Fred
- Drew Gehling : Danford
- Paul Walter Hauser (VF : Christophe Lemoine) : Tripp Knob
- Jon Bernthal (VF : Jérôme Pauwels) : Ilan (saison 4, épisodes 6 et 7)
- Mark Linn-Baker (VF : Vincent Violette) : Dave Hoffman
- Joanna Gleason (VF : Anne Rondeleux) : Janice Hoffman
- Dan Byrd (VF : Oscar Douieb) : Josh Hoffman
- Rob Huebel : Tad Frye
- Samantha Buck : Sophie Van Nuys
- Norm Lewis (VF : Thomas Roditi) : Rumbleshanks (saison 4, épisode 11)
- Ronan Farrow :lui-même
- Anders Holm (VF : Erwan Tostain) : Bryan Pigslinger
- Soledad O'Brien : elle-même
- Zachary Quinto (VF : Adrien Antoine) : Eli Rubin (saison 4, épisodes 11 et 12)
- Daniel Radcliffe (VF : Kelyan Blanc) : Prince Frederick (épisode spécial : Kimmy contre le révérend)

- Version française
  - Société de doublage : Deluxe Media Paris[2]
  - Direction artistique : Jérôme Pauwels[2]

Source VF : RS Doublage

## Développement

### Production

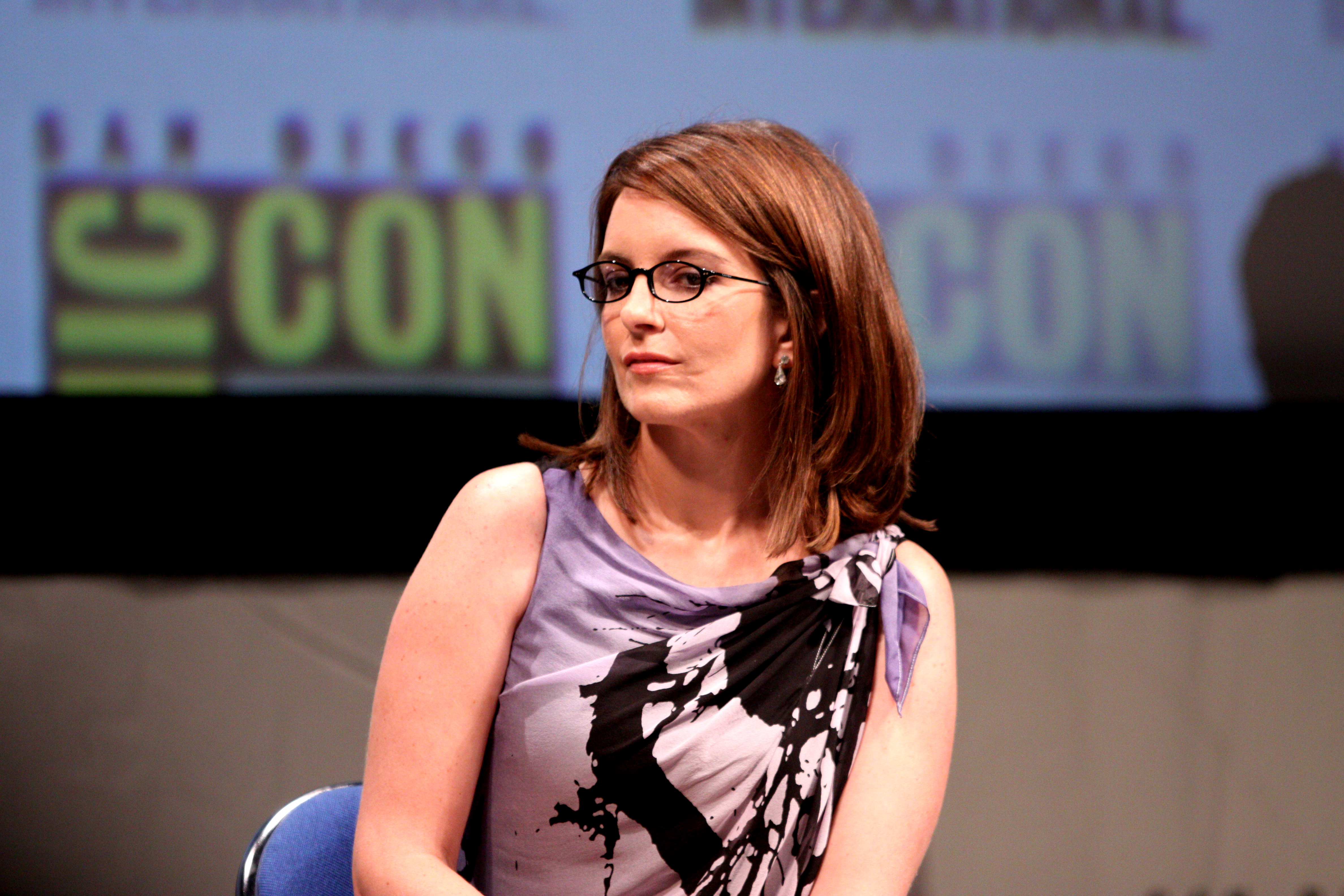
La productrice, scénariste et actrice récurrente Tina Fey.

Le 31 octobre 2013, le réseau NBC commande treize épisodes, sans passer par un pilote, de la nouvelle série de Tina Fey et Robert Carlock avec Ellie Kemper dans le rôle-titre, Tooken.
Le 6 mai 2014, la série est renommée sous son titre actuel, puis cinq jours plus tard, NBC annonce qu'elle sera diffusée à la mi-saison.
Le 21 novembre 2014, le service de vidéo à la demande Netflix rachète les droits de diffusion de la série et en profite pour renouveler la série pour une deuxième saison, pour une diffusion en 2016.
Le 17 janvier 2016, la série est renouvelée pour une troisième saison. L'épisode 5 de cette saison, Kimmy Steps on a Crack!, se conclut sur un cross-over avec une autre série de Netflix, Orange Is the New Black, le personnage de Gretchen étant envoyée au pénitencier de Litchfield et rencontrant Black Cindy ; Robert Carlock, cocréateur d'Unbreakable Kimmy Schmidt, espère alors permettre d'autres cross-overs avec les productions Netflix.
Le 13 juin 2017, la série est renouvelée pour une quatrième saison. La saison 4 sera mise en ligne en deux temps, une première partie le 30 mai 2018, la seconde partie le 25 janvier 2019. Ce sera la dernière saison.
Le 12 mai 2020, un épisode spécial interactif nommé Kimmy contre le Révérend sort sur Netflix (avec la Pandémie de Covid-19, l'épisode ne put être doublé que plus tard et sorti donc en France, le 5 août 2020).

### Casting
Le casting a débuté en mars 2014, dans cet ordre : Tituss Burgess, Sara Chase et Lauren Adams. À la mi-mai, Jane Krakowski remplace Megan Dodds dans le pilote original.
À partir d'août 2014, des rôles récurrents et invités sont attribués : Andy Ridings et Dylan Gelula, Adam Campbell,

## Épisodes

### Première saison (2015)
1. Kimmy sort du bunker ! (Kimmy Goes Outside!)
2. Kimmy trouve du travail ! (Kimmy Gets a Job!)
3. Kimmy a un rencard ! (Kimmy Goes on a Date!)
4. Kimmy va chez le docteur ! (Kimmy Goes to the Doctor!)
5. Kimmy embrasse un garçon ! (Kimmy Kisses a Boy!)
6. Kimmy va à l'école ! (Kimmy Goes to School!)
7. Kimmy est invitée à une soirée ! (Kimmy Goes to a Party!)
8. Kimmy est nulle en maths ! (Kimmy Is Bad at Math!)
9. Kimmy fête son anniversaire ! (Kimmy Has a Birthday!)
10. Kimmy est dans un triangle amoureux ! (Kimmy's in a Love Triangle!)
11. Kimmy fait du vélo ! (Kimmy Rides a Bike!)
12. Kimmy va au tribunal ! (Kimmy Goes to Court!)
13. Kimmy fait des gaufres ! (Kimmy Makes Waffles!)

### Deuxième saison (2016)
1. Kimmy fait du patin à roulettes ! (Kimmy Goes Roller Skating!)
2. Kimmy visite les égouts ! (Kimmy Goes on a Playdate!)
3. Kimmy va au spectacle ! (Kimmy Goes to a Play!)
4. Kimmy enlève Gretchen ! (Kimmy Kidnaps Gretchen!)
5. Kimmy abandonne ! (Kimmy Gives Up!)
6. Kimmy fait le chauffeur ! (Kimmy Drives a Car!)
7. Kimmy entre dans un bar ! (Kimmy Walks Into a Bar!)
8. Kimmy passe la nuit à l'hôtel ! (Kimmy Goes to a Hotel!)
9. Kimmy rencontre une dame ivre ! (Kimmy Meets a Drunk Lady!)
10. Kimmy se réfugie dans son jardin secret ! (Kimmy Goes to Her Happy Place!)
11. Kimmy rencontre une célébrité ! (Kimmy Meets a Celebrity!)
12. Kimmy voit un coucher de soleil ! (Kimmy Sees a Sunset!)
13. Kimmy retrouve sa mère ! (Kimmy Finds Her Mom!)

### Troisième saison (2017)
1. Kimmy divorce ?! (Kimmy Gets Divorced?!)
2. Kimmy croit en l'avenir ! (Kimmy's Roommate Lemonades!)
3. Kimmy ne peut rien faire pour vous ! (Kimmy Can't Help You!)
4. Kimmy va à la fac ! (Kimmy Goes to College!)
5. Kimmy craint les fissures ! (Kimmy Steps on a Crack!)
6. Kimmy est une féministe ! (Kimmy is a Feminist!)
7. Kimmy écoute la météo ! (Kimmy Learns About the Weather!)
8. Kimmy reconstitue un puzzle ! (Kimmy Does a Puzzle!)
9. Kimmy va à l'église ! (Kimmy Goes to Church!)
10. Kimmy vole ! (Kimmy Pulls Off a Heist!)
11. Kimmy se trouve sur internet ! (Kimmy Googles the Internet!)
12. Kimmy résout un problème de tramway ! (Kimmy and the Trolley Problem!)
13. Kimmy croque un oignon ! (Kimmy Bites an Onion!)

### Quatrième saison (2018-2019)
1. Kimmy, une petite fille dans la grande ville ! (Kimmy Is... Little Girl, Big City!)
2. Kimmy découvre le week-end ! (Kimmy Has a Weekend!)
3. Le roi de la teuf : Face B (Party Monster: Scratching the Surface)
4. Kimmy disrupte le paradigme ! (Kimmy Disrupts the Paradigm!)
5. Kimmy et la Blête (Kimmy and the Beest!)
6. Kimmy retrouve un vieil ami ! (Kimmy Meets an Old Friend!)
7. Kimmy se bat contre un monstre de feu (Kimmy Fights a Fire Monster!)
8. Kimmy a une liaison (affective) (Kimmy Is In A Love Square!)
9. La porte du destin (Sliding Van Doors)
10. Kimmy découvre un menteur (Kimmy Finds A Liar)
11. Kimmy est riche (Kimmy Is Rich)
12. Kimmy dit au revoir (Kimmy Says Bye!)

### Épisode spécial (2020)
- Kimmy contre le révérend (Kimmy Vs. the Reverend)

## Accueil

### Réception critique
La première saison de la série est accueillie très positivement par la critique spécialisée. L'agrégateur de critiques Metacritic lui accorde une note de 78 sur 100, basée sur la moyenne de 29 critiques. Sur le site Rotten Tomatoes, elle obtient une note moyenne de 95 %, sur la base de 55 critiques.
Pierre Langlais pour Télérama affirme faire « partie des déçus » car la série est une « idée sympathique » avec « des personnages touchants, mais le rire n'est pas au rendez-vous ».
La deuxième saison de la série est également accueillie très positivement par la critique spécialisée. L'agrégateur de critiques Metacritic lui accord une note de 82 sur 100, basée sur la moyenne de 15 critiques et sur le site Rotten Tomatoes, elle obtient une note moyenne de 95 %, sur la base de 20 critiques.